# Papyrus 35
Papyrus 35 (in de nummering volgens Gregory-Aland) of {\displaystyle {\mathfrak {P}}^{35}}, is een oude kopie van het Griekse Nieuwe Testament. Het handschrift is geschreven op papyrus en bevat het Evangelie volgens Matteüs. 25:12-15.20-23.
Op grond van het schrifttype wordt het manuscript gedateerd in de vierde eeuw. De tekst van deze codex vertegenwoordigt ze de Alexandrijnse tekst. Aland plaatst het in categorie I.
Papyrus 35 wordt bewaard in de Biblioteca Medicea Laurenziana (PSI 1) in Florence.